# 가와고에시
가와고에시(일본어: 川越市)는 일본 사이타마현 남서부에 있는 시이다. 사이타마현 남서부의 중심 도시이다.
에도 시대에는 성시(조카마치)로 발전했고, 중심부에는 현재도 당시의 거리가 남아 있다. 따라서 "작은 에도"라고 불리고 있다.

## 역사
이 지역은 역사적으로 "작은 에도"(小江戸)로 알려져 있었다. 가와고에성은 에도 막부와 가까운 곳을 차지한 가와고에번의 본부였다. 건물의 대부분은 1870년대에 철거되었으나 일부는 남아 있거나 이전하였다. 1873년에 사이타마현에 합병되기 전까지는 가와고에현(1871)과 이루마현(1871~1873)의 현도였다.
1889년 4월 1일에 가와고에정(川越町)이 성립하였다. 1922년 12월 1일에 사이타마현에서 첫 번째로 시로 승격되어 가와고에시가 되었다. 2003년 4월 1일에 중핵시로 지정되었다.

## 지리
도쿄 도시권의 일부로 도쿄의 위성 도시 중 하나이나 또한 사이타마현의 정치, 상업, 업무 중심지이기도 하다. 일본 정부에 의해 중핵시와 업무핵도시로 지정되었다.
가와고에는 고구마로 유명해 고구마 칩, 고구마 아이스크림, 고구마 커피, 고구마 맥주 등을 생산한다.
거리의 일부에는 에도 시대의 옛 성시(조카마치)가 보존되어 있다. 가와고에에서 중요한 곳은 종루로 고에도(小江戸, 작은 에도)의 상징으로 자리잡았고 하루 세 번 울렸다. 다른 장소로는 중요한 사찰인 기타인의 500 나한상(羅漢像)이 있다. 이곳은 인기 있는 새해 맞이 장소이다. 12월 31일의 한밤중이 되면 절에서 거의 세 시간이나 기다리는 것은 으레 있는 일이다.

### 인접한 자치체
- 도코로자와시
- 사이타마시 니시구
- 사야마시
- 사카도시
- 쓰루가시마시
- 아게오시
- 이루마군 미요시정
- 후지미시
- 후지미노시
- 히다카시
- 히키군 가와지마정

## 교통

### 도로
- 간에쓰 자동차도: 가와고에 나들목
- 국도 제16호선
- 국도 제254호선

### 철도
- 도부 철도
  - 도조 본선
    - 신가시역 - 가와고에역 - 가와고에시역 - 가스미가세키역 - 쓰루가시마역
- 동일본 여객철도
  - 가와고에선
    - 미나미후루야역 - 가와고에역 - 니시카와고에역 - 마토바역 - 가사하타역
- 세이부 철도
  - 신주쿠선
    - 미나미오쓰카역 - 와키타 신호장 - 혼카와고에역

  - 아히나선(영업 중단 중)
    - 미나미오쓰카역 - 아히나역(영업 중단 중)

## 시설·건축물

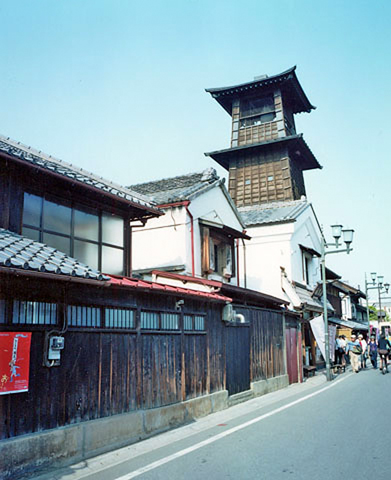
가와고에의 종루(도키노 가네)

- 가와고에성
- 도키노 가네
- 미요시노 신사

## 인구
| 연도 | 인구    | ±%     |
| ---- | ------- | ------ |
| 1920 | 66,320  | —      |
| 1930 | 75,690  | +14.1% |
| 1940 | 77,672  | +2.6%  |
| 1950 | 100,407 | +29.3% |
| 1960 | 107,523 | +7.1%  |
| 1970 | 171,029 | +59.1% |
| 1980 | 259,314 | +51.6% |
| 1990 | 304,852 | +17.6% |
| 2000 | 330,766 | +8.5%  |
| 2010 | 342,670 | +3.6%  |
| 2020 | 354,571 | +3.5%  |

## 자매 도시
- 일본 후쿠시마현 히가시시라카와군 다나구라정(1972년 1월 18일)
- 일본 후쿠이현 오바마시(1982년 11월 30일)
- 독일 헤센주 오펜바흐암마인(1983년 8월 24일)
- 미국 오리건주 세일럼(2002년 10월 18일)
- 프랑스 부르고뉴 손에루아르주 오툉(2002년 10월 18일)
- 일본 홋카이도 가사이군 나카사쓰나이촌(2002년 11월 30일)